# Денисюк Володимир Володимирович
Володи́мир Володи́мирович Денисю́к — полковник Збройних Сил України України, учасник російсько-української війни.

## З життєпису
Станом на лютий 2015 року — заступник начальника Тернопільського обласного військкомату. Станом на березень 2017-го — начальник інженерної служби, 169-й навчальний центр. З травня 2018 по лютий 2020 року — начальник інженерної служби управління оперативного забезпечення штабу Командування Сухопутних військ Збройних сил України, з лютого 2020-го по т.ч. заступник начальника управління. З дружиною та сином проживають у Десні.

## Нагороди
За особисту мужність і героїзм, виявлені у захисті державного суверенітету та територіальної цілісності України, вірність військовій присязі під час російсько-української війни
- нагороджений орденом Богдана Хмельницького III ступеня (27.5.2015).